# (1657) Roemera
(1657) Roemera est un astéroïde de la ceinture principale découvert le 6 mars 1961 par l'astronome suisse Paul Wild à l'observatoire Zimmerwald près de Berne en Suisse. Sa désignation provisoire était 1961 EA.
Il tire son nom d'Elizabeth Roemer, astronome américaine née en 1929.